# 히틀러: 더 라스트 텐 데이즈
히틀러: 더 라스트 텐 데이즈(Hitler: The Last Ten Days)는 이탈리아에서 제작된 엔니오 데 콘치니 감독의 1973년 드라마, 전쟁 영화이다. 알렉 기네스 등이 주연으로 출연하였고 울프강 라인하트 등이 제작에 참여하였다.

## 출연

### 주연
- 알렉 기네스
- 시몬 워드
- 아돌포 셀리
- 다이안 실렌토

### 조연
- 가브리엘레 페르제티
- 에릭 포터
- 도리스 컨스트먼
- 조스 아클랜드
- 존 바론
- 존 베넷
- 쉴리아 기쉬
- 줄리안 글로버